# Dalderby
Dalderby är en by i civil parish Roughton, i distriktet East Lindsey, i grevskapet Lincolnshire, i England. Byn är belägen 4 km från Horncastle. Dalderby var en civil parish fram till 1936 när blev den en del av Roughton. Civil parish hade 19 invånare år 1931.